# Actinote calchaqui
Actinote calchaqui är en fjärilsart som beskrevs av Hayward 1931. Actinote calchaqui ingår i släktet Actinote och familjen praktfjärilar. Inga underarter finns listade i Catalogue of Life.